# Municipio de Kendrick
El municipio de Kendrick (en inglés: Kendrick Township) es un municipio ubicado en el condado de Greene en el estado estadounidense de Iowa. En el año 2010 tenía una población de 192 habitantes y una densidad poblacional de 2,04 personas por km².

## Geografía
El municipio de Kendrick se encuentra ubicado en las coordenadas 42°5′13″N 94°33′52″O / 42.08694, -94.56444. Según la Oficina del Censo de los Estados Unidos, el municipio tiene una superficie total de 93.96 km², de la cual 92,77 km² corresponden a tierra firme y (1,27 %) 1,19 km² es agua.

## Demografía
Según el censo de 2010, había 192 personas residiendo en el municipio de Kendrick. La densidad de población era de 2,04 hab./km². De los 192 habitantes, el municipio de Kendrick estaba compuesto por el 99,48 % blancos y el 0,52 % eran de una mezcla de razas. Del total de la población el 0 % eran hispanos o latinos de cualquier raza.